# Mini-Pazifikspiele 2009/Squash
Bei den Mini-Pazifikspielen 2009 auf Rarotonga, der größten der Cookinseln, fanden vom 21. September bis 2. Oktober 2009 im Squash vier Wettbewerbe statt.
In drei der vier Wettbewerbe, darunter in beiden Einzelkonkurrenzen, siegten die Sportler Papua-Neuguineas. Lediglich beim Mannschaftswettbewerb der Herren setzte sich die Mannschaft aus Neukaledonien durch.

## Bilanz

### Medaillenspiegel
| Platz  | Land            | Gold | Silber | Bronze | Gesamt |
| ------ | --------------- | ---- | ------ | ------ | ------ |
| 1      | Papua-Neuguinea | 3    | 1      | —      | 4      |
| 2      | Neukaledonien   | 1    | 2      | 2      | 5      |
| 3      | Samoa           | —    | 1      | 2      | 3      |
| Gesamt | Gesamt          | 4    | 4      | 4      | 12     |

### Medaillengewinner
| Disziplin        | Gold                                                                                       | Silber                                                                               | Bronze                                                                           |
| ---------------- | ------------------------------------------------------------------------------------------ | ------------------------------------------------------------------------------------ | -------------------------------------------------------------------------------- |
| Herreneinzel     | Michael Rucklinger                                                                         | Laurent Guepy                                                                        | Bastien Caisso                                                                   |
| Dameneinzel      | Barbara Stubbings                                                                          | Marie-Pierre Leca                                                                    | Lucy Thompson                                                                    |
| Herrenmannschaft | NeukaledonienLaurent Guepy Fabian Dihn Bastien Caisso Romain Caisso Sebastien Michaux      | Papua-NeuguineaMichael Rucklinger Madako Suari Joe Yominao Kerry Walsh Anthony Nagul | SamoaIvan Ah Liki Chad Rankin Michael Kapisi Dean Sefo Norman Wetzell            |
| Damenmannschaft  | Papua-NeuguineaBarbara Stubbing Imong Brooksbank Kristine Seko Vanessa Nagul Dorothy Boyce | SamoaSamantha Manu Alyson Sefo Lucy Thompson Lupe Sefo Peka Sialaoa                  | NeukaledonienMarie-Pierre Leca Vanessa Quach Jennyfer Corigliano Sylvaine Durand |